# Final Destination: Bloodlines
Final Destination: Bloodlines är en amerikansk skräckfilm, samt den sjätte filmen i filmserien Final Destination, som hade biopremiär av Warner Bros. den 16 maj 2025. För regin ansvarar Zach Lipovsky och Adam Stein, medan manus skrivits av Guy Busick och Lori Evans Taylor. En av de medverkande skådespelarna i filmen är Tony Todd, som gick bort i magcancer i november 2024.

## Rollista
| Tony Todd           | – William Bludworth |
| Brec Bassinger      |                     |
| Teo Briones         |                     |
| Kaitlyn Santa Juana |                     |
| Richard Harmon      | – Erik              |
| Anna Lore           |                     |
| Owen Patrick Joyner |                     |
| Max Lloyd-Jones     |                     |
| Rya Kihlstedt       |                     |
| Tinpo Lee           |                     |

## Produktion

### Utveckling
I januari 2019 rapporterades en ny Final Destination-film, från New Line Cinema, vara under utveckling. Patrick Melton och Marcus Dunstan var inledningsvis författare till filmens manus som beskrevs som en "ombildning" av hela Final Destination-franchisen. I mars 2020 berättade serieproducenten Craig Perry att den nya filmen skulle "utspela sig i en värld av first responders", som inkluderade ambulansräddare, brandmän och poliser. När han  fick frågan om berättelsen utspelade sig i samma kanon som i de tidigare filmerna sa han att en reboot förmodligen var ett för starkt ord, men fick det att låta som om allt skulle förändras, men att det definitivt skulle vara som en helt vanlig Final Destination-film. I oktober 2020 meddelade Final Destination-skaparen Jeffrey Reddick att en sjätte film hade varit på gång redan innan covid-19-pandemin.
I oktober 2021 rapporterades Lori Evans Taylor vara den nya manusförfattaren. HBO Max meddelade i januari 2022 att de skulle vara distributör av filmen, samtidigt som Jon Watts anslöt sig som producent, och att Taylor dessutom bekräftades ha skrivit hela manuset tillsammans med Guy Busick. Reddick sa i juli 2022 att filmen skulle skilja sig från den tidigare formulan i franchisen. Zach Lipovsky och Adam Stein blev utvalda att bli filmens regissörer i september 2022.

### Rollsättning
I september 2023 rapporterade multimediaföretaget Bloody Disgusting, att Tony Todd hade skrivit under för att återigen ta sig an rollen som William Bludworth. Filmen kommer att utforska hela backstoryn till hans karaktär. I mars 2024 anslöt sig även Brec Bassinger, Teo Briones, Kaitlyn Santa Juana, Richard Harmon, Anna Lore, Owen Patrick Joyner, Max Lloyd-Jones, Rya Kihlstedt och Tinpo Lee till filmens rollista, i helt okända roller.

### Inspelning
Huvudfotograferingen för filmen skulle från början ha ägt rum i Vancouver i British Columbia mellan den 31 juli och 13 oktober 2023. Den blev dock försenad till mitten av juli 2023 på grund av den amerikanska Hollywoodstrejken. Inspelningen med Christian Sebaldt som ansvarig filmfotograf, började den 4 mars 2024, och avslutades den 13 maj samma år. I december 2024 blev Tim Wynn anställd till att komponera filmens partitur.